# Karmiseyna
Karmiseyna ist ein 1463 m hoher Berg in Dschibuti. Er liegt in der Region Tadjoura im Norden von Dschibuti.

## Geographie
Der Berg ist Teil des Hochlands, das Dschibuti und Äthiopien trennt. Er erreicht eine Höhe von 1463 m und liegt nur wenige Kilometer südöstlich des Mousa Alli. Temporäre Bäche als Zuflüsse des Wakir ‘Allouli entspringen in seiner Nordflanke und verlaufen von dort nach Norden in Richtung der Grenze zu Eritrea.
Ein Wadi Karmiseyna liegt im Süden der Region am Höhenzug Afay ‘Ale (⊙). Dieses Tal liegt auf einer Höhe von 832 m.

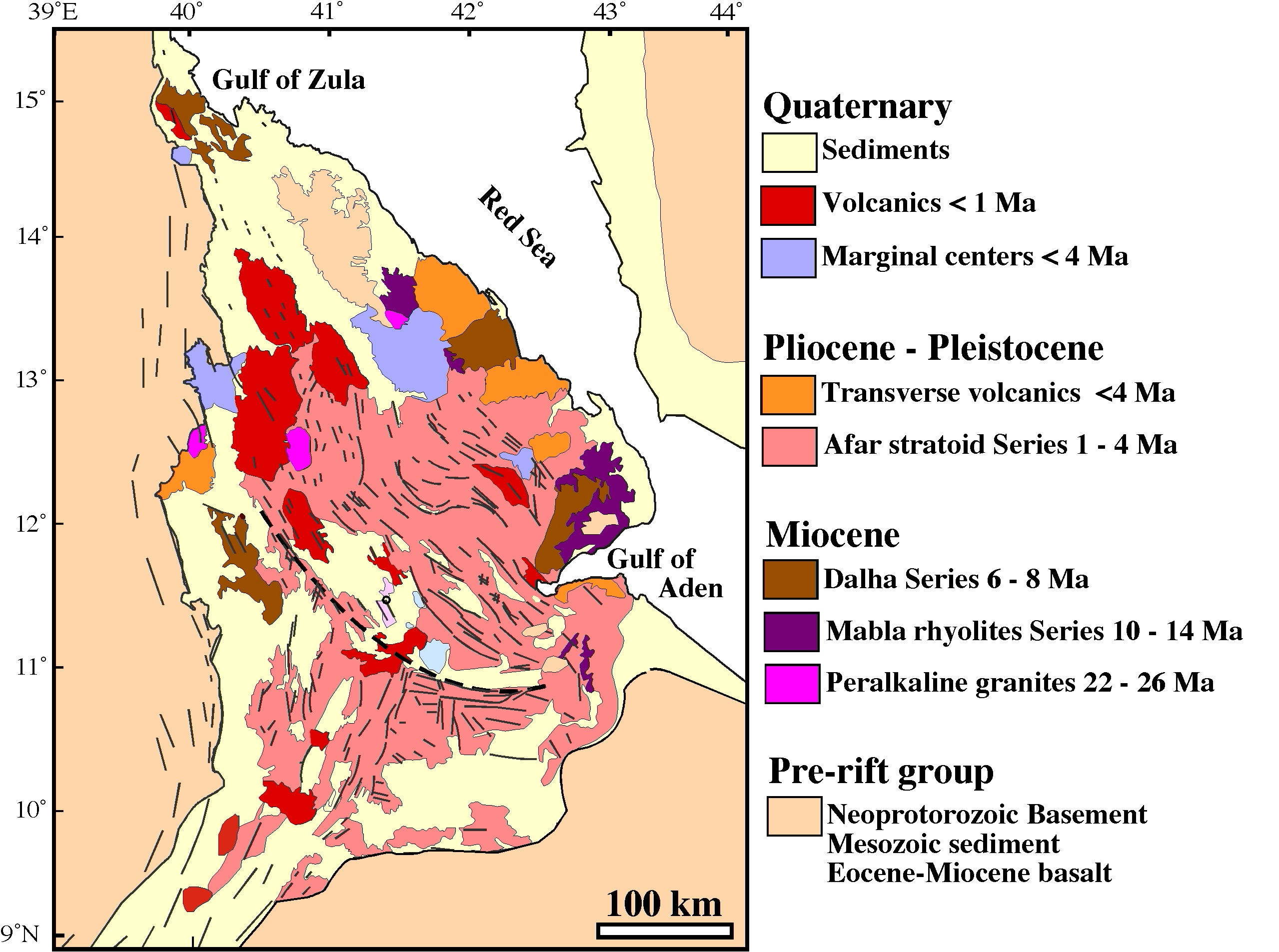
Geologie des Afar-Dreiecks.